# Liste der Kulturdenkmäler in Diefenbach (bei Wittlich)
In der Liste der Kulturdenkmäler in Diefenbach sind alle Kulturdenkmäler der rheinland-pfälzischen Ortsgemeinde Diefenbach aufgeführt. Grundlage ist die Denkmalliste des Landes Rheinland-Pfalz (Stand: 10. August 2023).

## Einzeldenkmäler
| Bezeichnung                        | Lage                 | Baujahr | Beschreibung                                                                  | Bild |
| ---------------------------------- | -------------------- | ------- | ----------------------------------------------------------------------------- | ---- |
| Katholische Filialkirche St. Maria | Alte Dorfstraße Lage | 1786    | kleiner barocker Saalbau, bezeichnet 1786; Kreuzigungsgruppe, bezeichnet 1715 | BW   |